# Villers-Agron-Aiguizy
Villers-Agron-Aiguizy ist eine französische Gemeinde mit 70 Einwohnern (Stand: 1. Januar 2022) im Département Aisne in der Region Hauts-de-France (frühere Region: Picardie). Sie gehört zum Arrondissement Château-Thierry und zum Kanton Fère-en-Tardenois.

## Geographie
Die Gemeinde am Flüsschen Semoigne liegt rund 18 Kilometer östlich von Fère-en-Tardenois und 24 Kilometer westsüdwestlich von Reims an der Grenze zum Département Marne und wird von den Trassen der LGV Est européenne und der Autoroute A 4 berührt, zu der die Anschlussstelle 21 führt, die aber keine Verbindung in die Gemeinde hat. Nachbargemeinden von Villers-Agron-Aiguizy sind Vézilly im Norden, Aougny im Nordosten, Romigny im Osten, Olizy und Anthenay im Südosten, Passy-Grigny und Süden, Sainte-Gemme im Südwesten sowie Goussancourt im Westen. Zur Gemeinde gehören auch die Ortsteile Forzy und Longereau. Südlich von Villers-Agron liegt ein Golfplatz.

## Geschichte
In der Gemeinde gab es eine gallorömische Siedlung, in Aguizy eine Nekropole aus der Merowingerzeit.
Aiguizy wurde 1819 zusammen mit Berthenay mit Villers-Agron vereinigt.

### Bevölkerungsentwicklung
| Jahr                       | 1962 | 1968 | 1975 | 1982 | 1990 | 1999 | 2006 | 2013 | 2022 |
| Einwohner                  | 115  | 104  | 90   | 85   | 80   | 70   | 91   | 85   | 70   |
| Quellen: Cassini und INSEE |      |      |      |      |      |      |      |      |      |

## Sehenswürdigkeiten
- Kirche Nativité-de-la-Sainte-Vierge (Mariä Geburt)
- Schloss mit Park[1]
- befestigter Hof Ferme de Forzy

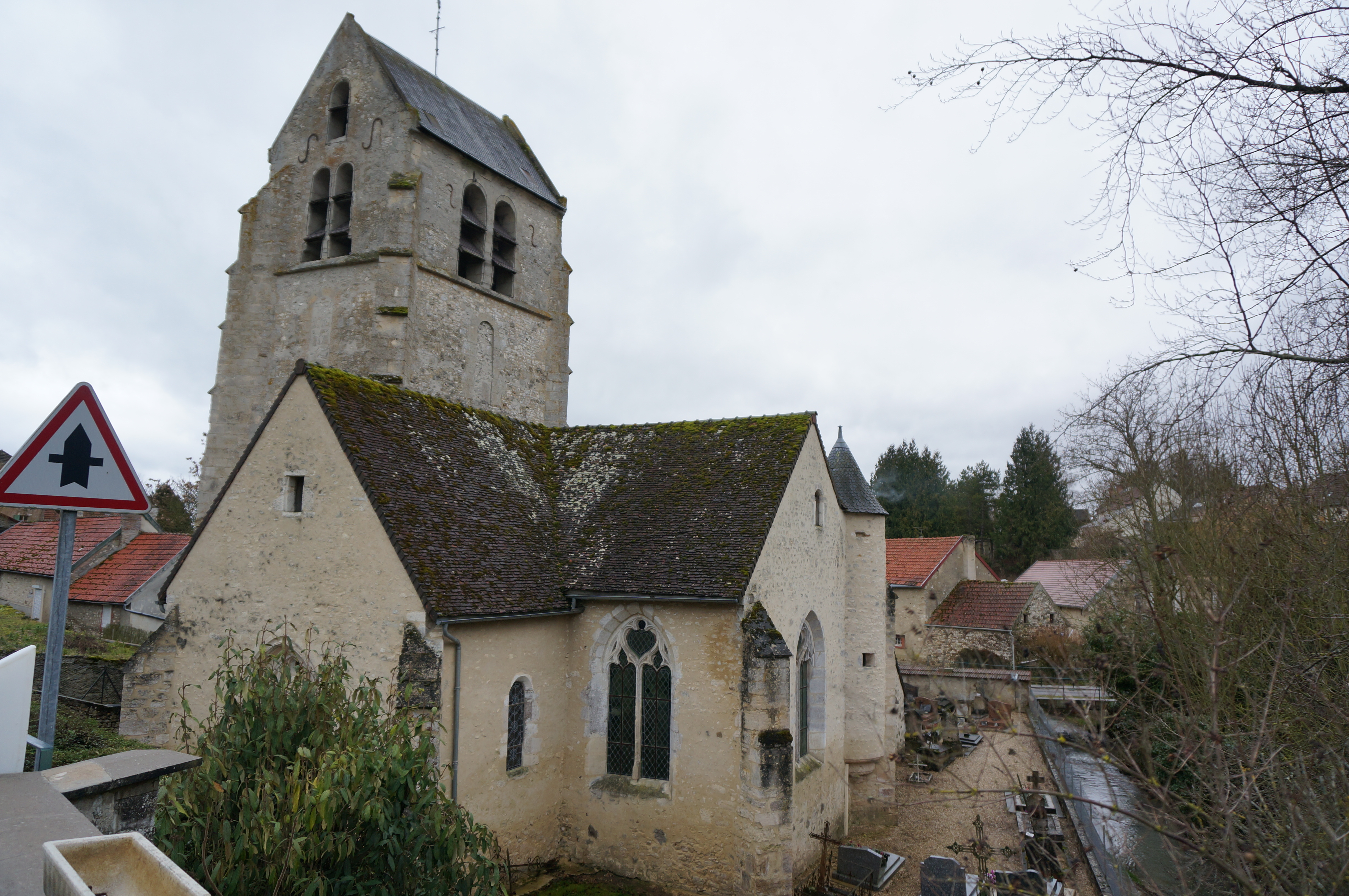
Kirche Mariä Geburt
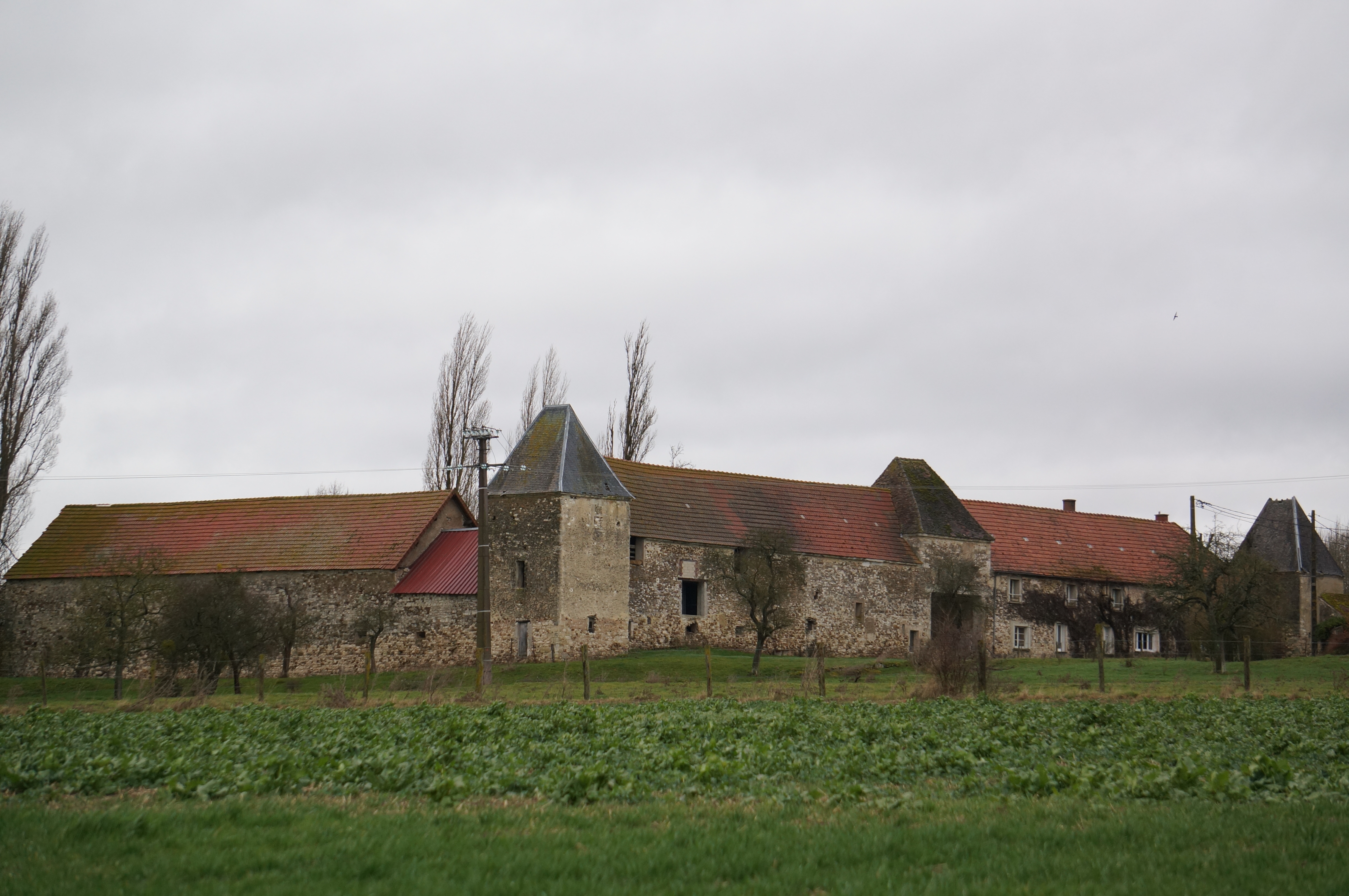
Befestigter Hof
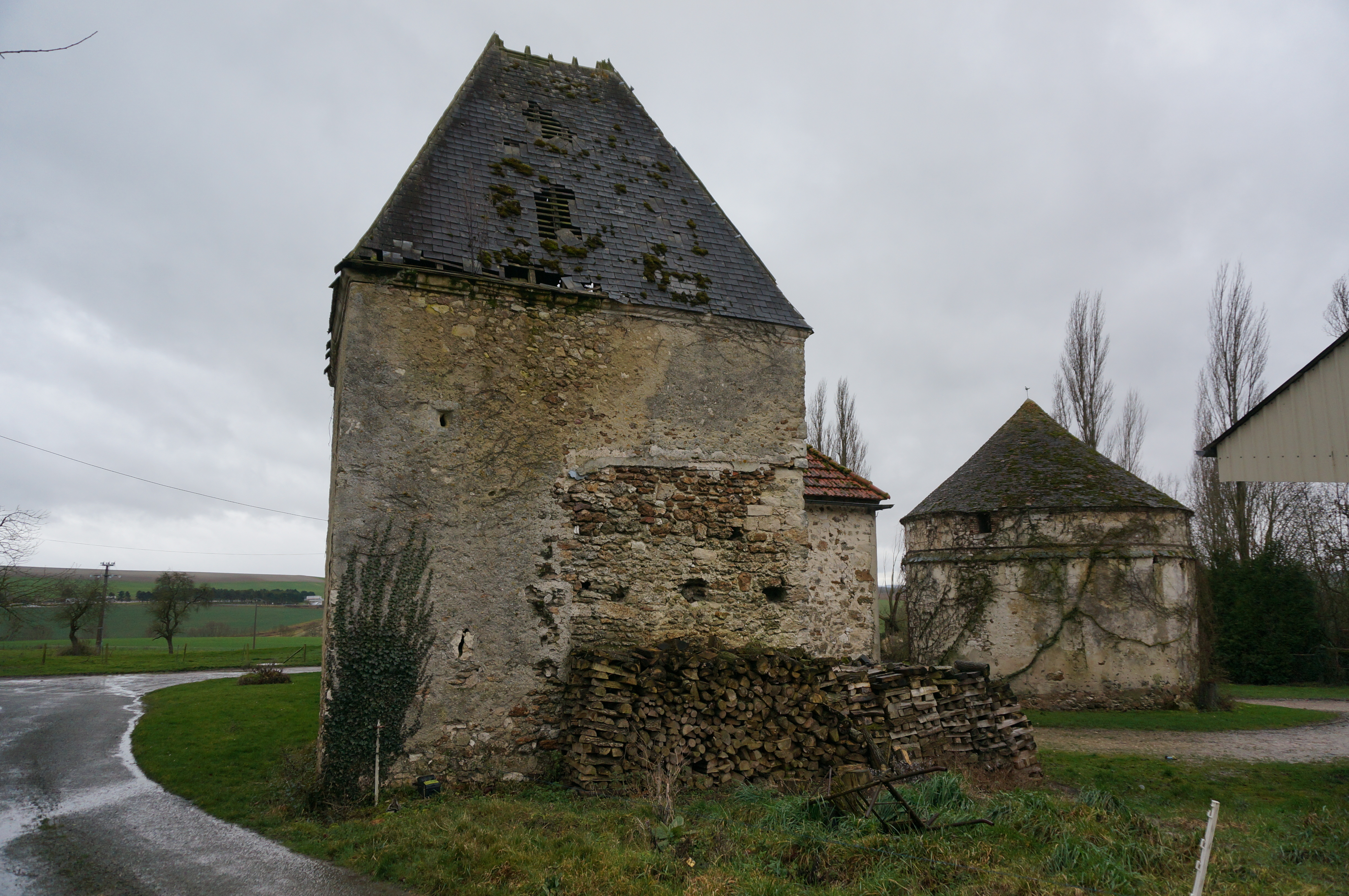
Mühlenruine

## Belege
1. ↑  Eintrag Nr. IA02001287 in der Base Mérimée des französischen Kulturministeriums (französisch)